# 西部英雄约拿·哈克斯
是一部2010年6月18日上映于美国的战争片，改編自美國漫畫出版公司DC漫畫角色約拿·海克斯。電影由美国著名演员乔什·布洛林和梅根·福克斯主演，华纳兄弟发行。

## 剧情
约拿·哈克斯是是印第安人和白人的混血儿，早年，家中被特恩布尔暗算，一把火烧死了他的父亲和母亲，他得以逃生，为了报仇，他不停地寻找仇人昆汀·特恩布尔，后来被仇人抓住，用烧红的烙铁在脸上刻下印记，使得他的脸部毁容，喝水都会从脸部的洞口流出来。哈克斯从此做了一个赏金猎人，专门负责找人、抓人、杀人。他和一个妓女赖丽非常要好，经常去陪她睡觉。
一日，美国联邦政府在赖丽家中找到了哈克斯，两人当时匆匆忙忙，没来的急穿戴衣服，只得束手就擒。美国政府请求哈克斯抓捕分裂联邦的势力特恩布尔，而这人正好是哈克斯的仇人，他同意了美国政府的请求，开始追捕特恩布尔，最终将其杀死，挽救了美国政府，也报了仇。

## 演员
| 人物            | 人物               | 角色              | 角色                  | 备注                                                                 |
| 中文名          | 英文名             | 角色中文名        | 角色英文名            | 备注                                                                 |
| --------------- | ------------------ | ----------------- | --------------------- | -------------------------------------------------------------------- |
| 乔什·布洛林     | Josh Brolin        | 約拿·哈克斯       | Jonah Hex             | 片中的主角。一个赏金猎人，擁有異於常人的射擊、反應、智商和追蹤能力。 |
| 约翰·马尔科维奇 | John Malkovich     | 昆汀·藤布林       | Quentin Turnbull      | 美国联邦分裂势力，哈克斯的仇人。                                     |
| 梅根·福克斯     | Megan Fox          | 赖丽              | Tallulah Black/Lilah  | 妓女，哈克斯的情人。                                                 |
| 迈克尔·珊农     | Michael Shannon    | 医生威廉姆斯      | Doctor Cross Williams |                                                                      |
| 威尔·阿奈特     | Will Arnett        | 中尉              | Lieutenant Grass      | 哈克斯的雇主，美国军队的中尉。                                       |
| 迈克尔·法斯宾德 | Michael Fassbender | 布鲁克            | Burke                 | 特恩布尔的爱尔兰人助手。                                             |
| 艾丹·奎因       | Aidan Quinn        | 尤利西斯·S·格兰特 | Ulysses S. Grant      | 第18届美国总统。                                                     |
| 兰斯·雷迪克     | Lance Reddick      | 史密斯            | Smith                 | 军火商，哈克斯的好友。                                               |

## 花絮
电影根据同名漫画改编而成。
电影的海报使用暗蓝色为主色调，充满了美国西部苍凉粗犷的美感。
此前，梅根·福克斯的电影一直都是以花瓶女郎的形象的出现，在这部电影中，她扮演的妓女将持枪战斗，改变了她以往的角色造型。
乔什·布洛林扮演的哈克斯脸上的伤疤让人感到恐怖和吓人。

## 評價
根據香港蘋果日報2010年11月24日報導, 美國權威財經雜誌《福布斯》就2010年上映美國電影製作成本及全球票房收入, 統計出10大最蝕本電影, 結果由美瑾·霍絲與佐斯·布連合演漫畫真人片《疤面鏢客》淪為蝕錢冠軍。成本4,800萬美元, 全球票房只得1,100萬美元, 只收回成本24％。由於票房太差, 香港代理發行電影商沒有安排電影於戲院上映, 只安排DVD發行。